# Mariana Isabel Higuita Barraza
Mariana Isabel Higuita Barraza (* 14. Juni 2007) ist eine kolumbianische Tennisspielerin.

## Karriere
Higuita Barraza spielte bislang vorrangig Turniere der ITF Women’s World Tennis Tour, wo sie bislang aber noch keinen Titel gewinnen konnte.
2024 erhielt Higuita Barraza eine Wildcard für das Hauptfeld im Dameneinzel der Copa Colsanitas, ihrem ersten Turnier auf der WTA Tour. Sie verlor ihr Erstrundenmatch gegen Renata Zarazúa mit 0:6 und 0:6. Im Doppel stand sie mit ihrer Partnerin Valentina Mediorreal Arias ihren Landsfrauen Emiliana Arango und María Paulina Pérez García gegenüber und verloren 3:6 und 5:7.